# 운행제한차량

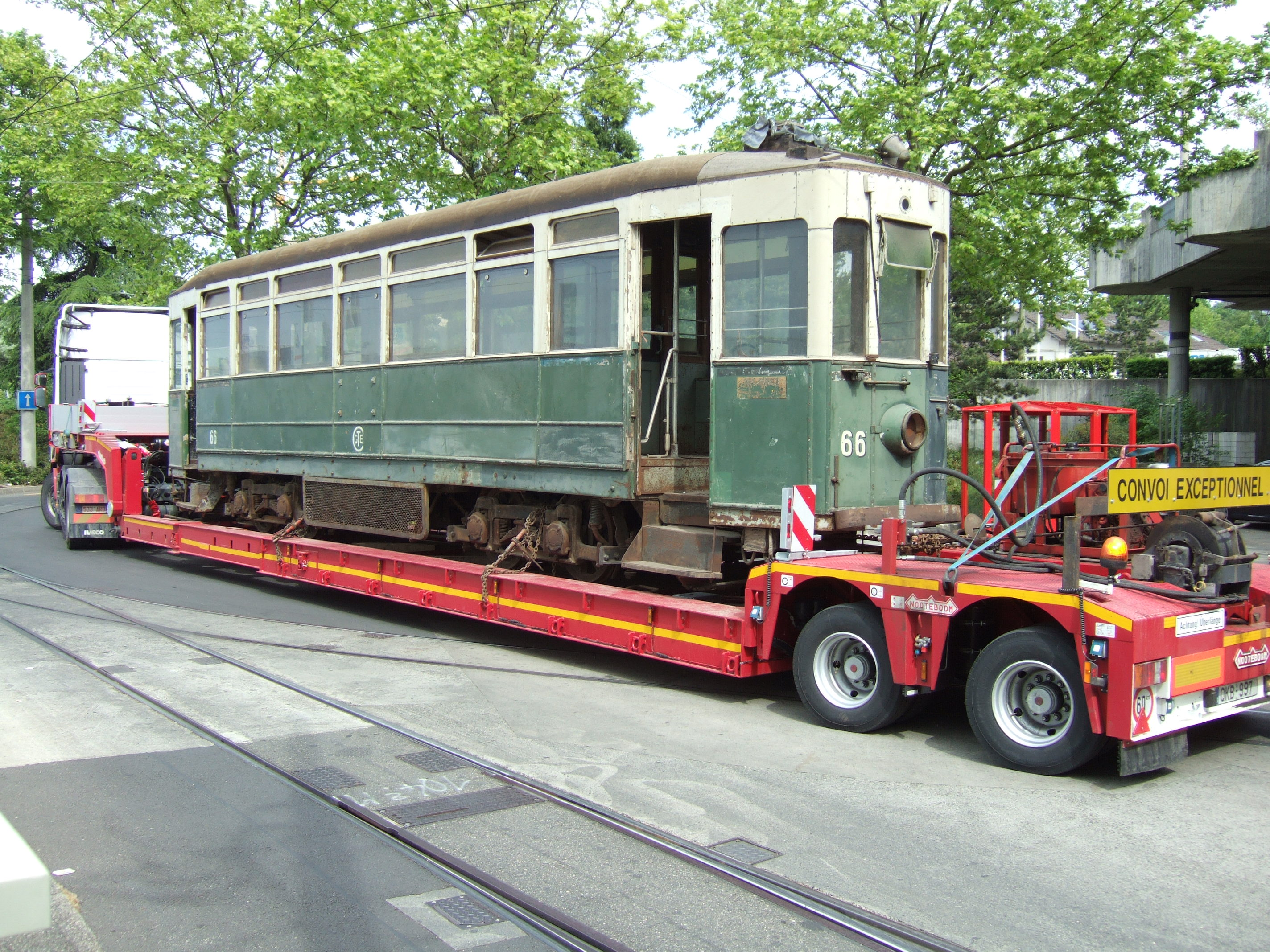
스위스 제네바 노면 전차 차량을 수송하는 운행제한차량

운행제한차량은 특정한 국가나 지역의 도로에 대한 법률에서 규정한 한계를 초과한 크기의 화물을 운송하는 차량을 의미한다. 철도나 선박으로 수송할 수 없는 곳으로 대형 화물을 운반해야 한다면 이용이 불가피하다. 운행하기 전에 이동하는 구간에 화물 크기를 초과하는 낮은 교량, 터널, 언덕 경사 등 장애 요소를 사전에 조사하고 수송 도중 발생할 수 있는 모든 상황에 대해 점검해야 한다. 대한민국에서는 도로법에서 차량의 운행 제한에 대한 근거를 정의해 두었고, 실질적인 제한 규정은 별도의 훈령인 차량의 운행제한 규정에서 정의하고 있다.

## 대한민국
차량의 운행제한 규정에서는 다음 크기를 초과하는 차량은 도로 운행을 제한하며, 필요한 경우에는 사전에 운행 허가를 받아야 한다. 허가를 받을 수 있는 차량은 분리가 불가능하거나 어려운 대형 화물, 기계류, 건설기계로 한정된다. 도로운송이 필요한 철도차량(간선철도망과 연결되지 않은 노선의 신차 반입), 변압기 등이 이에 해당된다.
- 축중 10톤 또는 전체중량 40톤
- 폭 2.5미터, 높이 4.0미터, 길이 16.7미터
- 기타 제한할 필요가 있다고 인정하는 차량

허가를 받은 운행제한차량은 차량 앞뒤에 유도차량을 배치하고, 도로에서 잘 보일 수 있도록 규정에서 정의한 별도의 운행허가 표지와 경광등을 설치해야 하며, 도로관리청에서 허가한 이동 경로와 제한 속도로 운행해야 한다.

## 미국
미국에서 부르는 명칭은 오버사이즈 로드(Oversize load), 오버웨이트 로드(Overweight load), 오버사이즈 카고(Oversize cargo) 등이다.
모든 운행제한차량은 차량 앞면에 "Oversize load"란 경고판을 부착해야 한다.

## 사진

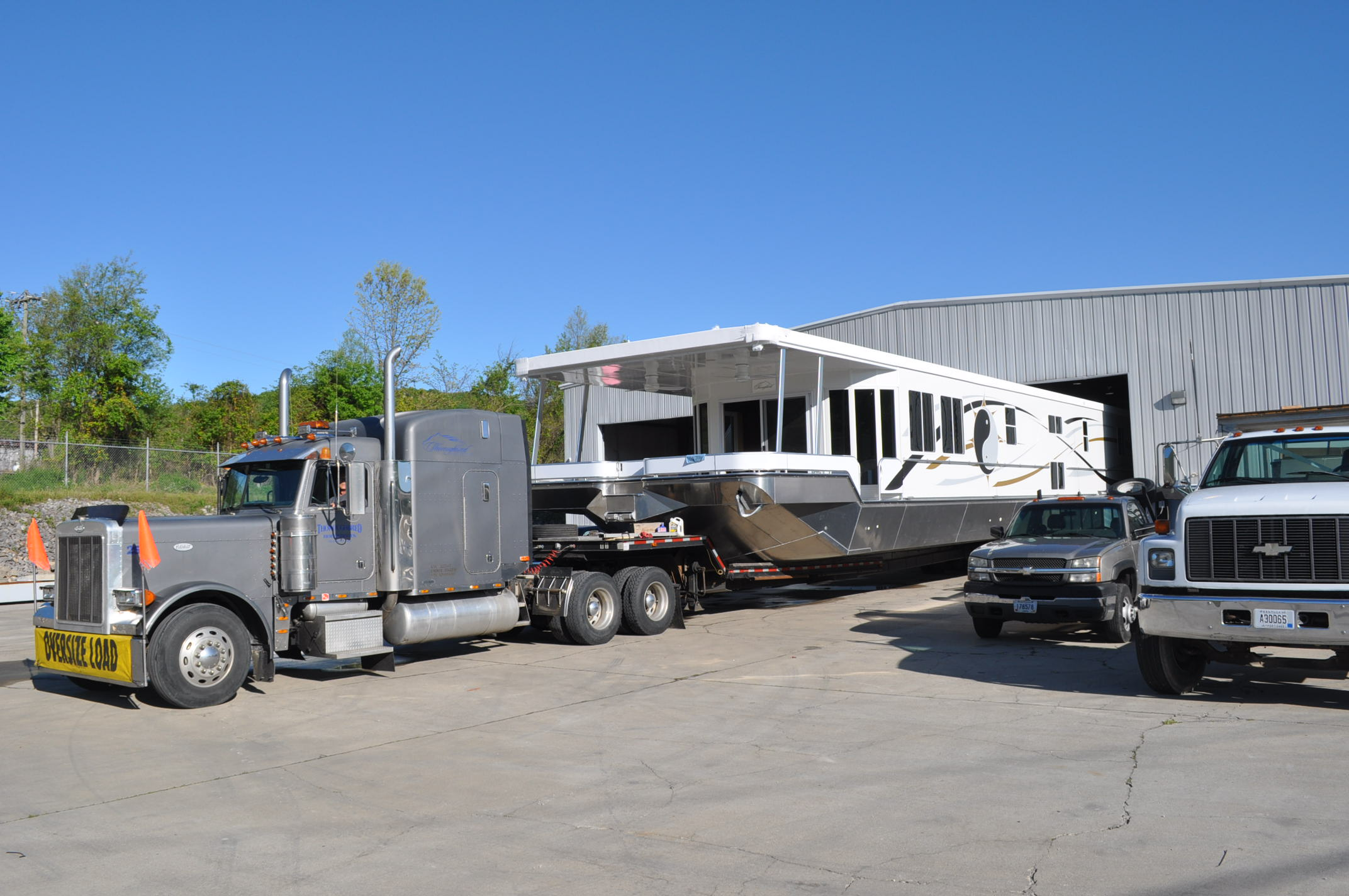
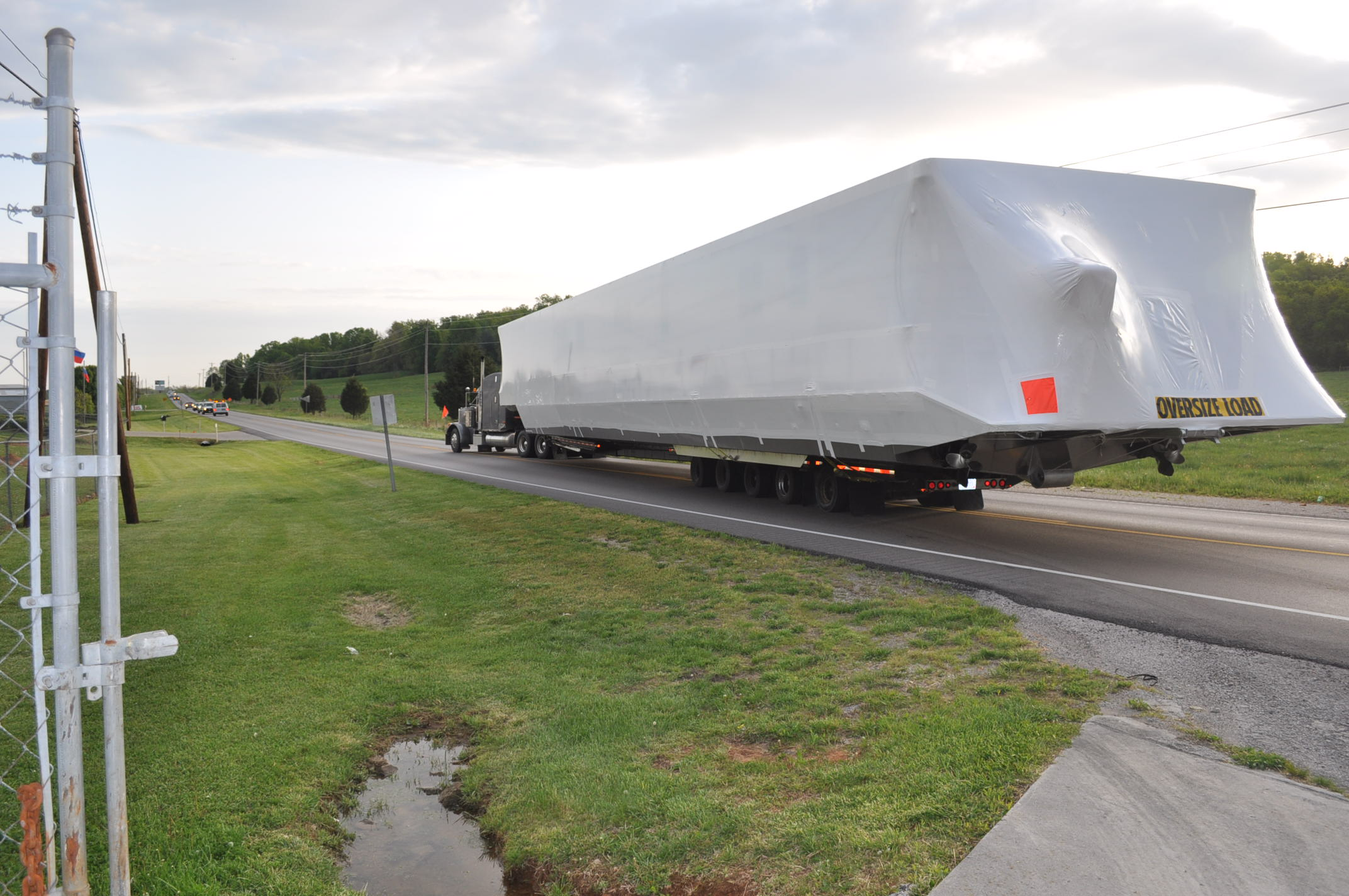
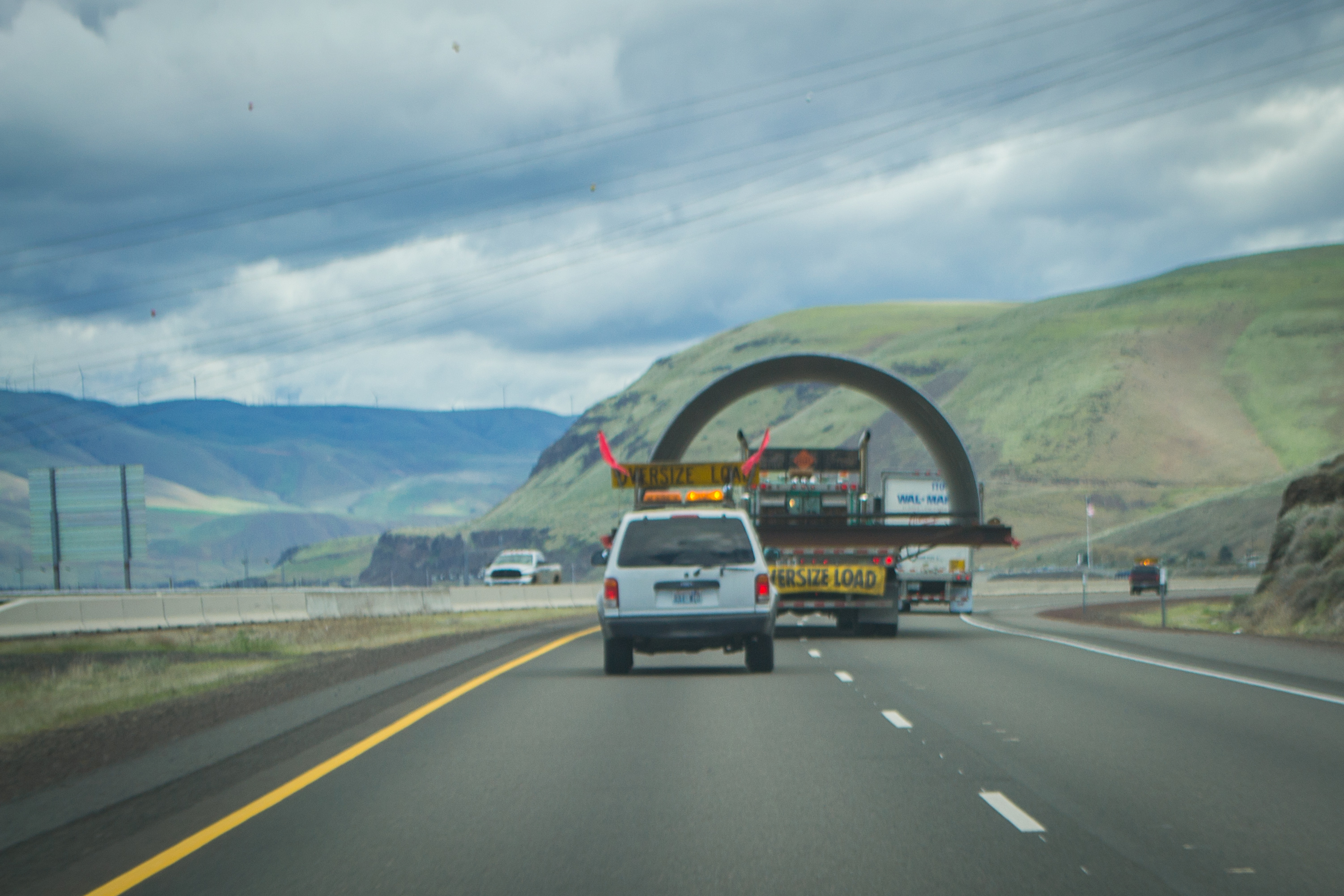
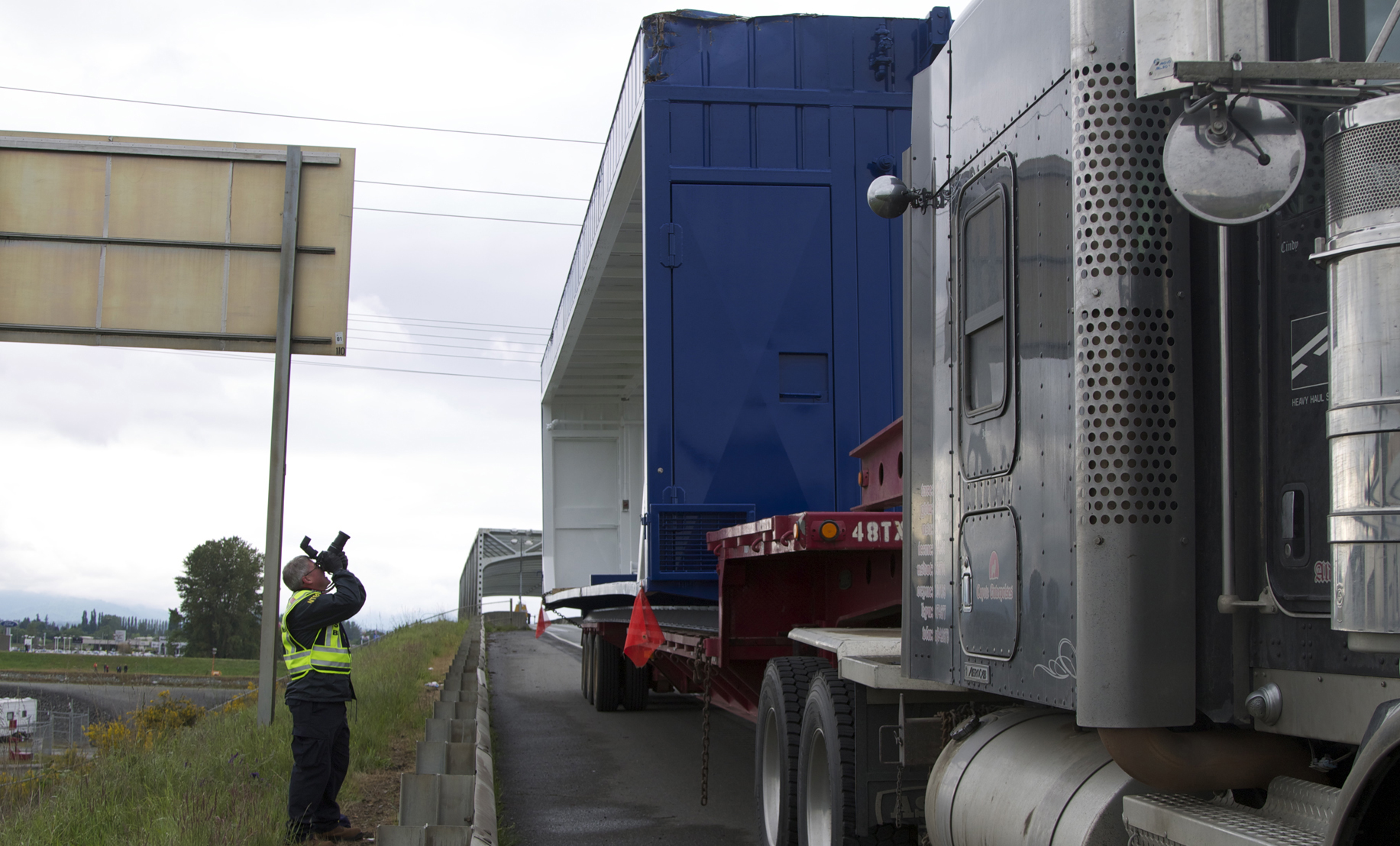
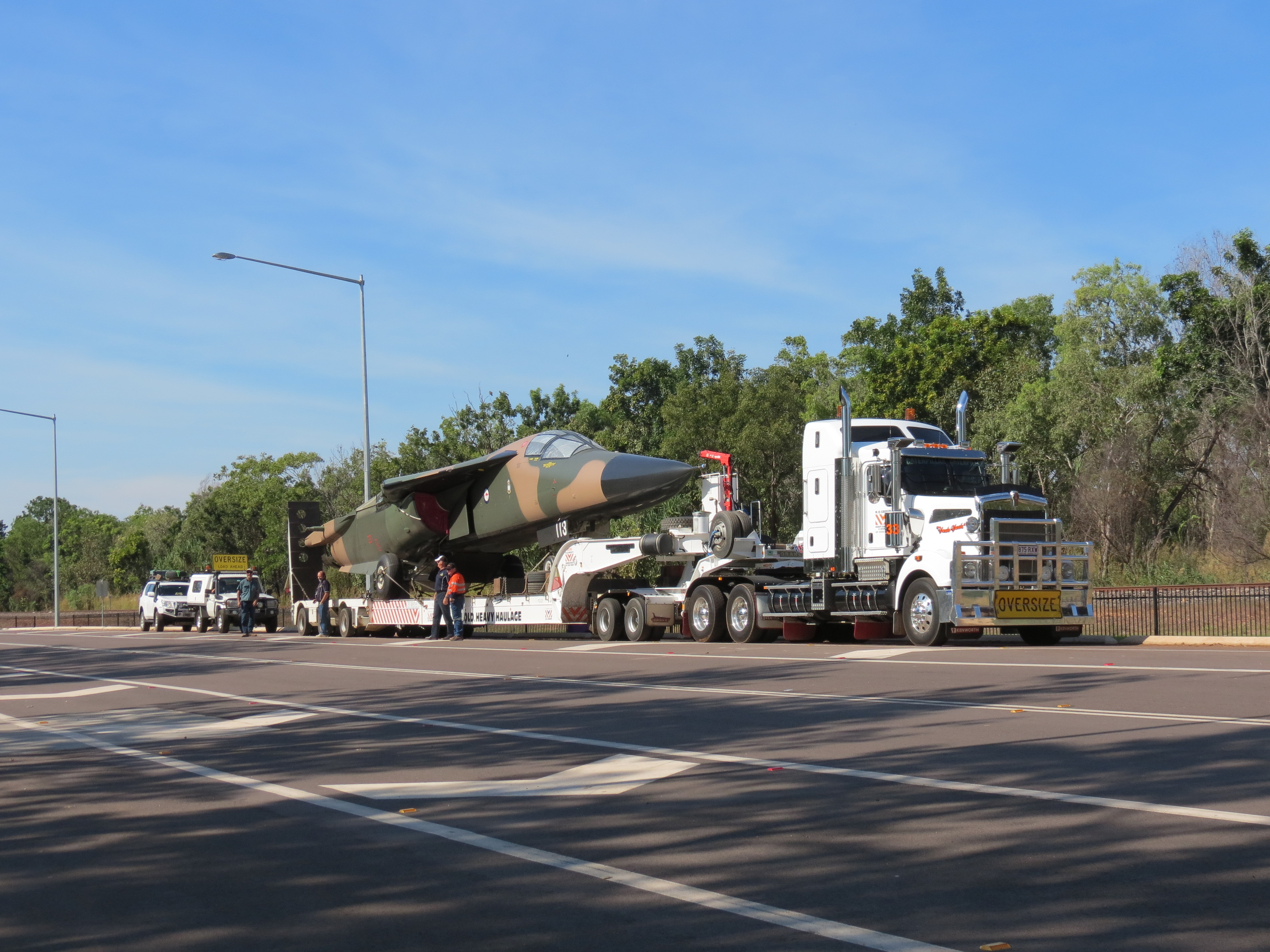

## 같이 보기
- 차량한계